# Dominic Flandry

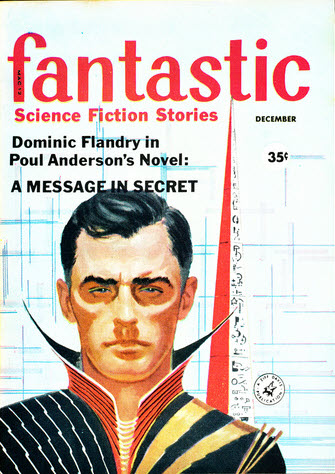
Il racconto di Anderson Messaggio segreto (A Message In Secret), della serie di Dominic Flandry, fu il racconto di copertina del numero di dicembre 1959 di Fantastic.

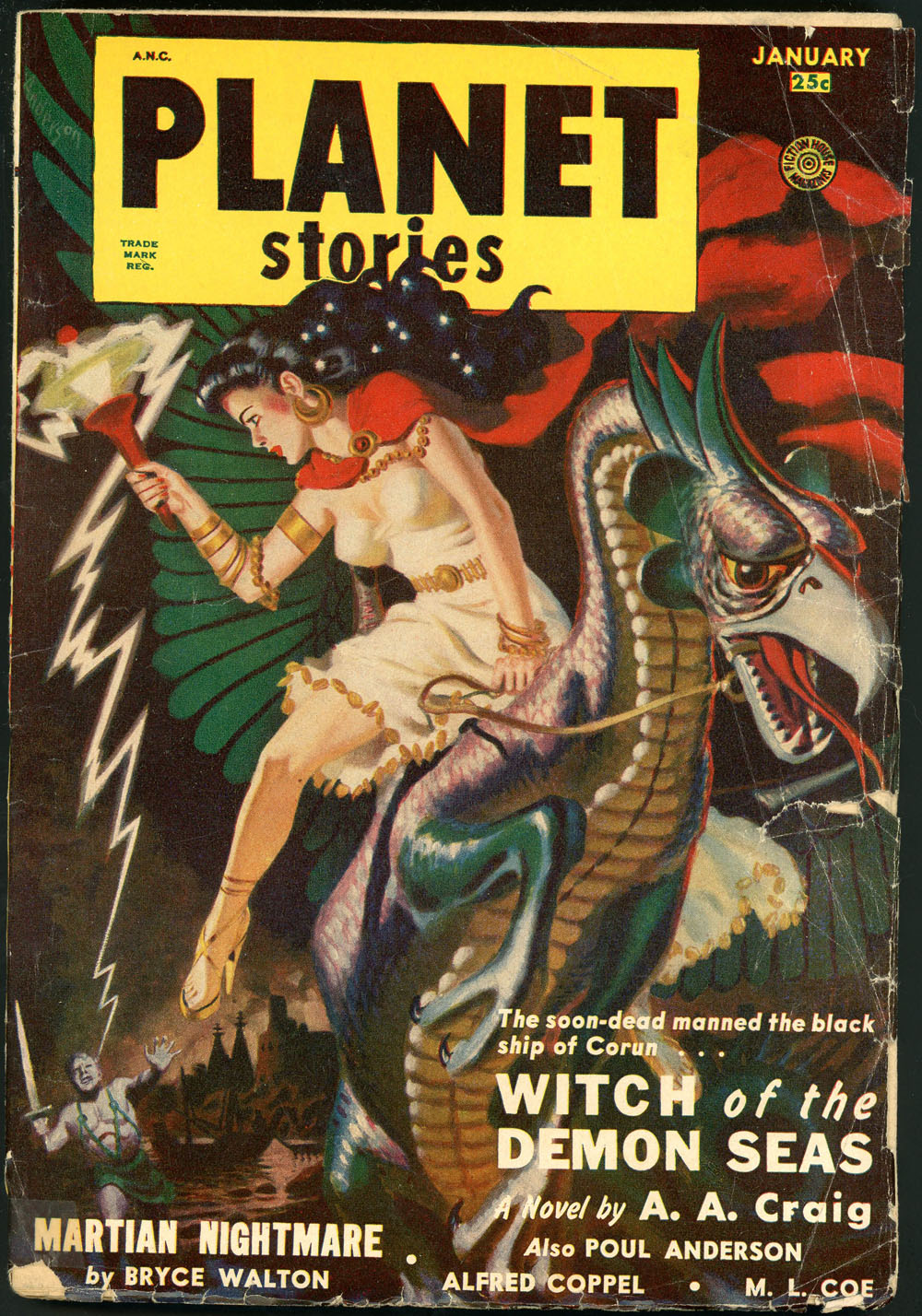
La copertina della rivista Planet Stories del gennaio 1951 dove fu pubblicata per la prima volta una storia di Dominic Fladry, Il tigre per la coda (Tiger by the Tail).

Dominic Flandry è il personaggio protagonista di un ciclo di romanzi e racconti di fantascienza avventurosa scritti da Poul Anderson a partire dal 1951. Dominic Flandry è l'agente segreto di punta di un impero terrestre in decadenza diffuso nella galassia.
Quello di Flandry è uno dei primi e più noti cicli narrativi di Anderson, assieme a quello della Lega Polesotecnica, ambientato nello stesso universo benché due secoli prima.
Il racconto La comunione della carne (The Sharing of Flesh), facente parte del ciclo, valse ad Anderson il suo primo Premio Hugo per il miglior racconto nel 1969, oltre a una candidatura al Premio Nebula 1968.

## Opere

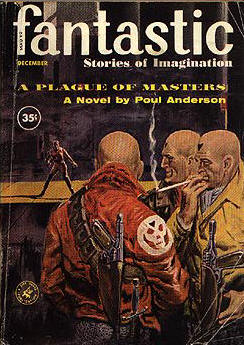
Un altro racconto breve della serie di Dominic Flandry, La piaga dei padroni (A Plague of Masters) ebbe la copertina del numero di dicembre 1960 di Fantastic; esso fu in seguito pubblicato in volume come Earthman, Go Home!

Le storie che compongono il ciclo di Dominic Flandry sono (secondo la cronologia interna degli avvenimenti, non in ordine di pubblicazione):
- Guardiamarina Flandry o Battaglie stellari (Ensign Flandry, Amazing Stories, 1966)
- Scacchiera fra le stelle (A Circus of Hells, 1970)
- Mondi ribelli (The Rebel Worlds, 1969)
- Il giorno del loro ritorno (The Day of Their Return, 1973). [Non ha come protagonista Flandry]
- Agent of the Terran Empire (1965), raccoglie:
  - Il tigre per la coda (Tiger by the Tail, 1951)
  - Guerra segreta (The Warriors From Nowhere, 1954)
  - Un cordiale nemico (Honorable Enemies, 1951)
  - A noi le stelle! (Hunters of the Sky Cave, anche A Handful of Stars, We Claim These Stars; 1959)
- Flandry of Terra (1965), raccoglie:
  - Il gioco della gloria (The Game of Glory, 1958)
  - Messaggio segreto (A Message in Secret; anche Mayday Orbit; 1959)
  - La piaga dei padroni (The Plague of Masters; anche A Plague of Masters, Earthman, Go Home!; 1960)
- Cavaliere di spettri e d'ombre (A Knight of Ghosts and Shadows, 1974)
- Dominic Flandry: Una pietra nel cielo (A Stone in Heaven, 1979)
- Il gioco dell'impero (The Game of Empire, 1985) [presenta una figlia di Flandry]
- The Long Night (1983), raccoglie:
  - Il saccheggiatore delle stelle (The Star Plunderer, 1952)
  - L'avamposto dell'impero (Outpost of Empire, 1967)
  - A Tragedy of Errors (1967)
  - La comunione della carne (The Sharing of Flesh, 1968, Hugo come miglior racconto)
  - Nebbia di stelle (Starfog, 1967)
- Let the Spaceman Beware (anche The Night Face; 1963)

## Storia editoriale
La prima storia con protagonista Dominic Flandry a essere pubblicata fu il racconto lungo Il tigre per la coda (Tiger by the Tail), apparso a puntate nel 1951 su Planet Stories, una rivista di avventure fantascientifiche ambientate su altri pianeti.
Il personaggio venne ripreso dall'autore nel 1958 con il racconto lungo Il gioco della gloria (Game of Glory) pubblicato su Venture, una rivista di breve durata che ambiva a rinverdire il genere fantascientifico avventuroso e spensierato in voga fino a pochi anni prima.
Nel 1965 tutte le storie fino ad allora scritte su Flandry vennero pubblicate in due volumi dall'editore Chilton negli Stati Uniti, dai titoli Agent of Terran Empire e Flandry of Terra. In queste prime storie Flandry viene già presentato quando, poco oltre la trentina, è nella sua piena maturità di agente imperiale.
Del 1966 è Guardiamarina Flandry o Battaglie stellari (Ensign Flandry), romanzo che racconta le prime peripezie dell'eroe, quando ancora è un giovane guardiamarina della marina spaziale terrestre; seguono i romanzi Mondi ribelli (The Rebel Worlds) nel 1969 e Scacchiera fra le stelle (A Circus of Hells) nel 1970, che descrivono le sue avventure prima di raggiungere i trent'anni. Nel penultimo romanzo della serie, Dominic Flandry: Una pietra nel cielo (A Stone in Heaven) del 1979, il protagonista invece è ormai anziano e ha sessantun anni. L'ultimo romanzo, Il gioco dell'impero (The Game of Empire) del 1985 ha per protagonista la figlia di Dominic Flandry. Le opere del ciclo sono state riedite in lingua originale assieme a quelle della Lega Polesotecnica, formando la cosiddetta "Technic Civilization Saga", in una serie di volumi omnibus pubblicati negli Stati Uniti dal 2008 al 2011.
Quasi tutte le storie del ciclo di Flandry (con l'eccezione di due racconti) sono state tradotte in italiano e in buona parte sono state raccolte in tre antologie italiane edite nella collana Cosmo Oro della Editrice Nord nella prima metà degli anni ottanta: Dominic Flandry - Agente dell'impero terrestre (1983), Dominic Flandry 2º - Il gioco della gloria (1984) e Dominic Flandry 3º - La lunga notte della barbarie (1985).

## Ambientazione
Le avventure di Dominic Flandry sono ambientate in un lontano futuro della storia umana, intorno al 2450, nell'epoca della lenta decadenza di un grande impero galattico che controlla circa quattro milioni di stelle, nel braccio della spirale della Via Lattea in cui si trova la Terra. In realtà questo vastissimo spazio contiene numerosi sistemi inesplorati e solo un terzo circa dei pianeti che rientrano nei suoi confini sono stati visitati almeno una volta.
L'impero terrestre ha come più diretto antagonista il confinante impero merseiano, controllato da una razza di umanoidi rettiliformi il cui habitat è grossomodo analogo a quello terrestre. La galassia è popolata da migliaia e migliaia di altre specie senzienti, spesso indipendenti, non di rado rappresentate da barbari bellicosi che minacciano l'impero o vengono utilizzati come mercenari. Dominic Flandry in qualità di agente segreto dell'impero terrestre nel corso delle sue peripezie combatte più volte con successo le mire espansionistiche dei merseiani e altre minacce alla stabilità dell'impero.
Nel corso del tempo Anderson ha scritto e adattato le sue opere in modo che il ciclo di Dominic Flandry, assieme a quello altrettanto noto della Lega Polesotecnica - ambientata nel XXII e XXIII secolo  - e ad altre storie ambientate in altri periodi, formi una organica "storia futura", un affresco che descrive il futuro dell'umanità tra le stelle nei suoi diversi periodi.

## Personaggio
Dominic Flandry, considerato uno degli agenti di punta del servizio segreto terrestre, è un uomo dalle forti passioni, intraprendente e vitale, cinico e tutt'altro che integerrimo. In un'epoca di stagnazione in cui l'impero terrestre appare dominato da una imbelle aristocrazia edonista e soffocato da una lenta burocrazia, Flandry ama agire in modo indipendente e spregiudicato, spesso infrangendo ogni legge o regolamento pur di ottenere il proprio obiettivo. Addirittura in una delle sue avventure giovanili, Scacchiera fra le stelle (A Circus of Hells), accetta di farsi corrompere svolgendo un lavoro "extra" per conto di un losco privato e ne ricava una forte somma. C'è da dire che comunque la sua lealtà finale rimane sempre all'impero.
Pur riferendo nella sua avventura d'esordio Il tigre per la coda (Tiger by the Tail) di possedere - forse millantando - nobili origini, Flandry nasce in realtà privo di mezzi, tanto che da giovane guardiamarina deve contare solo sul proprio magro stipendio. Le sue principali passioni al di fuori del proprio lavoro sembrano essere le donne e il vino, ma a volte si tratta di un atteggiamento studiato per farsi sottovalutare dall'avversario o accattivarsi le simpatie.

## Altre apparizioni
Il personaggio appare anche - con il permesso di Anderson - nel romanzo The Dark Dimensions (1971), parte della serie di John Grimes scritta da A. Bertram Chandler. Qui, Flandry attraversa i mondi di Rim di Chandler e risponde al commodoro Grimes di Chandler (i due non riescono ad apprezzarsi reciprocamente).

## Edizioni
(Secondo l'ordine narrativo interno)
- Guardiamarina Flandry o Battaglie stellari (Ensign Flandry, Amazing Stories, 1966);  Alda Carrer, Andromeda 2, Dall'Oglio, 1972; traduzione di Giampaolo Cossato e Sandro Sandrelli, in Dominic Flandry - Agente dell'impero terrestre, Cosmo Serie Oro. Classici della Narrativa di Fantascienza 61, Editrice Nord, Milano, 1983
- Scacchiera fra le stelle (A Circus of Hells, 1970); traduzione di A[lfredo] Pollini, Futuro. I Pocket di Fantascienza 5, Ubaldo Fanucci Editore, 1972; raccolto in Dominic Flandry - Agente dell'impero terrestre, 1983; in Sidera nello spazio e nel tempo 5, Fanucci Editore, 1983
- Mondi ribelli (The Rebel Worlds, 1969); raccolto in it. in Dominic Flandry - Agente dell'impero terrestre, 1983
- Il giorno del loro ritorno (The Day of Their Return, 1973); Cosmo. Collana di Fantascienza 135, Editrice Nord, Milano, 1983.
- Agent of the Terran Empire (1965), raccoglie:
  - Il tigre per la coda (Tiger by the Tail, 1951); raccolto in it. in Dominic Flandry - Agente dell'impero terrestre, 1983
  - Guerra segreta (The Warriors From Nowhere, 1954); raccolto in it. in AA VV, La guerra è sempre la guerra, De Carlo, Milano 1967); raccolto in it. in Dominic Flandry 3º - La lunga notte della barbarie, Cosmo Serie Oro. Classici della Narrativa di Fantascienza 68, Editrice Nord, Milano, 1985
  - Un cordiale nemico (Honorable Enemies, 1951); raccolto in it. in Dominic Flandry - Agente dell'impero terrestre, 1983
  - A noi le stelle! (Hunters of the Sky Cave, anche A Handful of Stars, We Claim These Stars; 1959); raccolto in it. in Gamma 18 anno terzo, Edizioni dello Scorpione 1967; in Spie nello spazio, Biblioteca di Segretissimo 3, Arnoldo Mondadori Editore 1977; in Dominic Flandry 2° - Il gioco della gloria, Cosmo Serie Oro. Classici della Narrativa di Fantascienza 64, Editrice Nord, Milano, 1984
- Flandry of Terra (1965), raccoglie:
  - Il gioco della gloria (The Game of Glory, 1958); raccolto in it. in Dominic Flandry 2º - Il gioco della gloria, 1984
  - Messaggio segreto (A Message in Secret; anche Mayday Orbit; 1959); raccolto in it. in Dominic Flandry 2º - Il gioco della gloria, 1984
  - La piaga dei padroni (The Plague of Masters; anche A Plague of Masters, Earthman, Go Home!; 1960); raccolto in it. in Dominic Flandry 2º - Il gioco della gloria, 1984
- Cavaliere di spettri e d'ombre (A Knight of Ghosts and Shadows, 1974); raccolto in it. in Dominic Flandry 3º - La lunga notte della barbarie, Cosmo Serie Oro. Classici della Narrativa di Fantascienza 68, Editrice Nord, Milano, 1985
- Dominic Flandry: Una pietra nel cielo (A Stone in Heaven, 1979); raccolto in it. in Dominic Flandry 3º - La lunga notte della barbarie, 1985
- Il gioco dell'impero (The Game of Empire, 1985), traduzione di Giampaolo Cossato e Sandro Sandrelli, Cosmo Serie Oro. Classici della Narrativa di Fantascienza 82, Editrice Nord, 1987
- The Long Night (1983), raccoglie:
  - Il saccheggiatore delle stelle (The Star Plunderer, 1952); tr. it. in: Imperi galattici. L'epica fantascientifica 1923-1978, Enciclopedia della Fantascienza 3, Fanucci, Roma, 1978
  - L'avamposto dell'impero (Outpost of Empire, 1967); tr. it. in: I guerrieri delle galassie, Grandi Opere Nord [12], Editrice Nord, Milano, 1986
  - A Tragedy of Errors (1967)
  - La comunione della carne (The Sharing of Flesh, 1968), Hugo come miglior racconto
  - Nebbia di stelle (Starfog, 1967); tr. it. in: Storie dello spazio esterno, Grandi Opere Nord [8], Editrice Nord, Milano, 1982
- Let the Spaceman Beware (anche The Night Face; 1963)